# Друга влада Радована Вишковића
Друга влада Радована Вишковића је изабрана 21. децембра 2022. године. Ово је 17. по реду Влада Републике Српске.
Владу на челу са Радованом Вишковићем је изабрао Једанаести сазив Народне скупштине Републике Српске, којем је то друга Влада чији је предсједник.. Подршку при избору Владе су дали следећи посланички клубови: СНСД, СП, ДЕМОС, УС, ДНС, НПС, СПС и ПЗД. У Влади су се нашли министри из следећих странака СНСД (10 министара), СП (2), ДЕМОС (1), УС (1), НПС (1) и Покрет за Државу, односно странка из те коалиције БХ Зелени (1).
Влада се одмах по избору суоачила са притиском јавности јер се сазнало да су два министра раније осуђена на затворске казне због кривичних дјела изазваних у саобраћају, те су новоизабрани министри Драгослав Кабић и Дадо Доган поднијели оставке након само два дана.

## Састав Владе
| Ресор                                                                              | Име и презиме      | Странка | Странка | Белешке |
| ---------------------------------------------------------------------------------- | ------------------ | ------- | ------- | --- |
| Предсједник Владе Републике Српске                                                 | Радован Вишковић   |         | СНСД    | |
| Министарства                                                                       |                    |         |         | |
| Министарство финансија                                                             | Зора Видовић       |         | СНСД    | |
| Министарство унутрашњих послова                                                    | Синиша Каран       |         | СНСД    | обављао и дужност в.д. министра рада и борачко-инвалидске заштите од 29. децембра 2022. до 14. марта 2023. |
| Министарство за научно-технолошки развој, високо образовање и информационо друштво | Жељко Будимир      |         | СНСД    | |
| Министарство здравља и социјалне заштите                                           | Ален Шеранић       |         | СНСД    | потпредсједник Владе                                                                                       |
| Министарство за европске интеграције и међународну сарадњу                         | Златан Клокић      |         | СНСД    | обављао и дужност в.д. министра породице, омладине и спорта од 29. децембра 2022. до 14. марта 2023.       |
| Министарство просвјете и културе                                                   | Жељка Стојичић     |         | СНСД    | |
| Министарство привреде и предузетништва                                             | Војин Митровић     |         | СНСД    | |
| Министарство пољопривреде, шумарства и водопривреде                                | Саво Минић         |         | СНСД    | |
| Министарство правде                                                                | Милош Букејловић   |         | СНСД    | потпредсједник Владе                                                                                       |
| Министарство рада и борачко-инвалидске заштите                                     | Драгослав Кабић    |         | СНСД    | поднио оставку након два дана 23. децембра 2022.                                                           |
| Министарство рада и борачко-инвалидске заштите                                     | Данијел Егић       |         | СНСД    | од 14. марта 2023.                                                                                         |
| Министарство енергетике и рударства                                                | Петар Ђокић        |         | СП      | |
| Министарство породице, омладине и спорта                                           | Дадо Доган         |         | СП      | поднио оставку након два дана 23. децембра 2022.                                                           |
| Министарство породице, омладине и спорта                                           | Селма Чабрић       |         | СП      | од 14. марта 2023.                                                                                         |
| Министарство саобраћаја и веза                                                     | Недељко Чубриловић |         | ДЕМОС   | |
| Министарство за просторно уређење, грађевинарство и екологију                      | Бојан Випотник     |         | УС      | |
| Министарство управе и локалне самоуправе                                           | Сенка Јујић        |         | НПС     | |
| Министарство трговине и туризма                                                    | Севлид Хуртић      |         | ПЗД     | до 25. јануара 2023. када је ступио на мјесто министара за људска права и избјеглице БиХ.                  |
| Министарство трговине и туризма                                                    | Денис Шулић        |         | СНСД    | од 14. марта 2023.                                                                                         |